# RAD17
 Белок контрольной точки клеточного цикла RAD17  — белок, кодируемый у человека геном  RAD17 .

## Функция
Белок, кодируемый этим геном очень похож на генный продукт  Schizosaccharomyces pombe  RAD17, гена контрольной точки клеточного цикла, необходимого для остановки клеточного цикла и репарации повреждённой ДНК в ответ на повреждение. Этот белок имеет сильное сходство с  фактором репликации ДНК C  (RFC) и может образовать с ним комплекс. Этот белок связывается с хроматином до повреждения ДНК и фосфорилируется ATR после повреждения. Этот белок рекрутирует белковый комплекс контрольной точки RAD1-RAD9-HUS1 в хроматин после повреждения ДНК, который может потребоваться для его фосфорилирования.
Фосфорилирование этого белка требуется для остановки клеточного цикла G2 поврежденной ДНК, и, как полагают, является критическим событием в начале передачи сигналов контрольной точки в клетки повреждённой ДНК. Существует восемь вариантов транскриптов альтернативного сплайсинга этого гена, которые кодируют четыре отдельных белка.

## Взаимодействия
RAD17, как было выявлено, взаимодействует с:
- ATR (биология),[4][5]
- ATM (белок),[4][5]
- HUS1,[6][7]
- NHP2L1,[8]
- POLE,[9]
- RAD1,[4][6][7]
- RAD9A.[6][7][10][11]